# Дороватка (Костромская область)
Дороватка — упразднённая деревня в Октябрьском районе Костромской области России.

## География
Урочище находится в северо-восточной части Костромской области, в пределах южного склона холмистой возвышенности Северные Увалы, в подзоне южной тайги, к востоку от автодороги 34Н-13, на расстоянии приблизительно 10 километров (по прямой) к югу от села Боговарова, административного центра района.

### Климат
Климат характеризуется как умеренно континентальный, с продолжительной холодной зимой и относительно жарким летом. Среднегодовая температура воздуха — 1,8 °C. Средняя температура воздуха самого холодного месяца (января) — −11,8 °C (абсолютный минимум — −39 °C); самого тёплого месяца (июля) — 17,4 °C (абсолютный максимум — 36 °С). Годовое количество атмосферных осадков — 624 мм, из которых 462 мм выпадает в период с апреля по октябрь. Снежный покров устанавливается в середине ноября и держится в течение 167—175 дней.

## История
В «Списке населенных мест Вологодской губернии по сведениям 1859 года» населённый пункт упомянут как казённая деревня Дороватка Починок Никольского уезда (1-го стана), при речке Дороватке, расположенная в 155 верстах от уездного города Никольска. В деревне имелось 2 двора и проживало 11 человек (6 мужчин и 5 женщин). В 1881 году входила в состав Вознесенской волости.
Входила в состав Забегаевского сельсовета. Исключена из учётных данных в июне 1997 году как фактически несуществующая.